# 兵庫県道373号大柳仁豊野線
兵庫県道373号大柳仁豊野線（ひょうごけんどう373ごう おおやなぎにぶのせん）は、兵庫県加西市から姫路市に至る一般県道である。

## 概要
加西市大柳町から姫路市仁豊野に至る。

### 路線データ
- 起点：加西市大柳町（兵庫県道372号山下飾東線交点）
- 終点：姫路市仁豊野（国道312号交点）
- 総延長：6.637 km

## 路線状況

### 道路施設

#### 橋梁
- 岩谷橋（神谷川、姫路市）
- 高丸橋（神谷川、姫路市）
- 御蔭橋（神谷川、姫路市）
- 仁豊野橋（市川、姫路市）

## 地理

### 通過する自治体
- 加西市
- 姫路市

### 交差する道路
| 交差する道路              | 市町村名 | 交差する場所 | 交差する場所 |
| ------------------------- | -------- | ------------ | ------------ |
| 兵庫県道372号山下飾東線   | 加西市   | 大柳町       | 起点         |
| 兵庫県道396号豊富御国野線 | 姫路市   | 豊富町神谷   |              |
| 兵庫県道218号西田原姫路線 | 姫路市   | 豊富町御蔭   | 金竹西交差点 |
| 国道312号                 | 姫路市   | 仁豊野       | 終点         |

### 沿線
- 姫路市立豊富小中学校
- JR西日本播但線 仁豊野駅